# Metropolitana di Chennai
La metropolitana di Chennai è la metropolitana che serve la città indiana di Chennai.